# 田中達之
田中 達之（たなか たつゆき、1965年 - ）は、福岡県出身の日本の男性アニメーター、アニメーション監督、演出家。CANNABIS名義でイラストレーター。名古屋造形大学講師（2011年〜）。京都精華大学講師（2017年〜）。

## 人物
高校を中退後、ファンだった宮崎駿が所属したことを理由に、18歳でアニメ制作会社テレコム・アニメーションフィルムに入社。テレコムでの仕事は合作の動画ばかりで嫌になり、出社拒否を続けてクビになる。その後、『王立宇宙軍 オネアミスの翼』に参加するも一週間で辞め、アニメーターを諦めてバイトをしつつ、漫画を投稿するようになる。この時、同居していたアニメーター柳沼和良から『AKIRA』に参加しないかと説得され、初の原画として制作に関わることになる。
以後、アニメーターとしてはフリーランスで活動。OVA『御先祖様万々歳!』を通じて、アニメーターうつのみや理の影響を受けたという。
森本晃司とのつきあいで、1997年の『音響生命体ノイズマン』からはSTUDIO 4℃を仕事の中心としている。
ゲームデザイナー桝田省治の誘いでCANNABISのペンネームで参加した1995年のPCエンジン向けより始まるゲーム『リンダキューブ』シリーズ以後、イラストレーターとしても活動。

## 主な作品

### テレビアニメ
- マイティ・オーボッツ 動画
- ふしぎの海のナディア (1990年〜1991年) イメージボード (19話〜29話)
- ポポロクロイス物語 (1998年〜1999年) 原画（24話）
- アークザラッド (1999年) ED作画（1話〜12話、26話）

### OVA
- 真魔神伝  バトルロイヤルハイスクール (1987年) 原画（爆発シーン1カットのみ）
- EXPLORER WOMAN RAY (1989年) 原画
- 御先祖様万々歳! (1989年) 原画（1話、2話、6話）
- バブルガムクライシス PART6 RED EYES (1989年) 原画
- A.D.POLICE (1990年) イメージボード
- 夢枕獏とわいらいと劇場 「骨董屋」 (1991年) 演出、原画
- Green Legend 乱 (1992年) イメージボード、原画
- ダウンロード 南無阿弥陀仏は愛の詩 (1992年) 原画
- 帝都物語 第二部 震災篇 (1992年)原画
- THE 八犬伝 [新章] (1993年) 原画
- 永久家族 (1997年) 絵コンテ、原画
- 陶人キット 予告編 (2002年、『デジタルジュース』収録) 演出、原画
- バットマン ゴッサムナイト (2008年) 第5話「克服できない痛み」絵コンテ監修、キャラクターデザイン原案

### 劇場アニメ
- AKIRA (1988年) 原画
- ヴイナス戦記 (1989年) 原画
- RIDING BEAN (1989年) 原画
- ふしぎの海のナディア 劇場用オリジナル版 (1991年) イメージボード
- 老人Z (1991年) 絵コンテ
- 音響生命体ノイズマン (1997年) 原画
- とつぜん!ネコの国 バニパルウィット (1998年) 原画
- ジーニアス・パーティ・ビヨンド (2008年)「陶人キット」監督
- SHORT PEACE (2013年) 「武器よさらば」キャラクターデザイン
- Toruru's Adventure (2014年) 第一の次元「時の支配者」監督
- Force of Will the Movie (トレイラー2016年) 「L.S」アートディレクション

### その他の映像作品
- ドラゴンクエスト ファンタジア・ビデオ (1988年) アニメーション原画
- CM：日本郵政公社 - 郵貯 (2001年) 監督
- GLAY 「サバイバル」(1999年) 原画
- 日本プロ野球機構 - 野球場スクリーン用オープニング映像 (2000年) アニメーション演出・原画・美術※スタジオ4℃沿革では「2001年」。WEBアニメスタイルでは「2000年」
- CM： NTT東日本 - ガッチャマン編 (2000年) 絵コンテ
- CM：ブリヂストン - REGNO(2001年) 監督
- CM： ナイキ - LEBRON JAMES IN CHAMBER OF FEAR (「誘惑の恐怖」パート、2004年) 監督・キャラクターデザイン・美術設定・絵コンテ・作画監督・原画
- utada「Wonder 'Bout」(2005年) 監督・原画
- SBI Robo - Cyber Megacity 東京0区「日の出町」(2007年) デモ映像アーキテクトデザイン
- GANTZ (2011年) 武器デザイン
- コンテンツビジネス最前線 ジャパコンTV 旧OPムービー (2011年4月-2012年3月)
- Rashad Haughton「Love Like Aliens」 (2012年) ストーリーボード
- 赤い公園「交信」 (2013年) 監督
- ブレードランナー ブラックアウト2022 (2017年) 原画

### 漫画
- ファイアスクーター☆
  - 『まんがアニメック 1 』ラポート ※アニメック1984年1月増刊号
- TC-225
  - 『まんがアニメック 2 』ラポート ※アニメック1984年4月増刊号
- サイボーグおじいちゃん
  - 『まんがアニメック  3 』ラポート※アニメック1984年8月増刊号 ※「昭島英之」名義
- 五次元療法
  - 『FLAT 』ワニマガジン、1999年10月※『CANNABIS WORKS 』に収録　※『田中達之　謎幻の機械』に漢訳版を収録
- 第七公団六〇二号
  - 『季刊 コミッカーズ vol.24： 少年×少女 』美術出版社、2000年春号　※『田中達之　謎幻の機械 』に漢訳版を収録
- ボイルドヘッド
  - 『コミック・キュー vol. 9： スコシフシギ 』イーストプレス、2000年11月　※『田中達之　謎幻の機械 』に漢訳版を収録
- ロードランナー
  - 『エラー vol.00 』美術出版社、2001年1月
- NEXT EYE
  - Big issue 32: Game, Big Magazine Inc., NY, 2001. ※『第七公団六〇二号 』英訳版
- CARTOON 5
  - 『エラー： コミッカーズ・マンガコレクション vol.02 』美術出版社、2001年夏
- UNDERTRAIN
  - 『季刊 コミッカーズ vol.30： 快感 』美術出版社、2001年秋号　※『田中達之　謎幻の機械 』に漢訳版を収録
- Le Septième conglomérat
  - Bang! #4, Casterman Paris, Beaux Arts magazine, 2003年10月　※『第七公団六〇二号 』仏訳版
- 空中散策の記憶
  - 『季刊 エス vol.5： イラストリスト 』飛鳥新社、2003年12月　※『田中達之　謎幻の機械 』に漢訳版を収録
- そろそろ回収です
  - 『Slip： "S" MANGA collection 』飛鳥新社、2005年1月
- ANGEL MASK 
  - 写真家ウィン・シャ（夏永康）の作品原案、2006年
- ANGEL OIL
  1. 『季刊 エス vol.17： 男子 』飛鳥新社、2007年1月号
  2. 『季刊 エス vol.18： 花魁 』飛鳥新社、2007年4月号
  3. 『季刊 エス vol.19： けものの 』飛鳥新社、2007年7月号
  4. 『季刊 エス vol.20： みらいまぼろし 』飛鳥新社、2007年10月号
  5. 『少女世界 第三号 』飛鳥新社、2010年4月

### アート／イラストレーション
- 『まんがアニメック 4 』「鉄屑置場」、ラポート、1984年 ※アニメック1984年10月増刊号 ※「昭島英之」名義
- 『リンダキューブ―ハッピーチャイルド 』表紙・口絵・挿絵、桝田省治・窪内裕： 著、ファミ通文庫、1998年
- 『季刊 コミッカーズ vol.28： 黒×白 』表紙・ピンナップ、美術出版社、2000年春号
- 「桿体カメラ」全15回、美術出版社『季刊 コミッカーズ 』vol.37（2003年夏号）〜『コミッカーズアートスタイル 』vol.7（2008年12月）
- 『キャラクターデザインバイブル Vol.1 キャラクターの世界観をつくる 』グラフィック社、2003年7月 ※イラスト・メイキング・Q&A
- 『火星ダーク・バラード 』（単行本）表紙、上田早夕里： 著、角川春樹事務所、2003年11月
- 『キャラクターデザインバイブル Vol.3 筋肉とからだ 』グラフィック社、2004年2月※イラスト・メイキング・Q&A
- 『異形小説・浪人街5R（ファイブランニング）』表紙、山下哲・さだのまみ・山之内菜穂子： 著、マキノノゾミ： 監修、ワニブックス、2004年5月
- 『ゼウスの檻 』表紙、上田早夕里： 著、角川春樹事務所、2004年11月
- 『ラス・マンチャス通信 』（単行本）表紙、平山瑞穂： 著、新潮社、2004年12月
- 『BRAIN VALLEY（上・下）』表紙、瀬名秀明： 著、新潮文庫、2005年9月
- 「landscape」全5回、飛鳥新社『季刊 エス 』vol.12（2005年10月号）〜 vol.16（2006年10月号）
- 『ジャパニーズコミッカーズ2 』、コミッカーズ編集部： 編、美術出版社、2006年2月
- 『少年八犬伝 』（新版）表紙、小野裕康： 著、理論社、2006年4月
- 『edge 』、ティー・オー・エンタテインメント： 編、TOブックス、2007年
- 『ウルトラジャンプ 2009年1月号 』集英社 ※『ULTRAGRAPHICS 1999-2009 』（集英社、2009年10月）に収録
- 『少女世界（第一号）』表紙・口絵、飛鳥新社、2009年4月
- S-Fマガジン50周年記念アートブック 『Sync Future 』林譲治「ウロボロスの波動」、早川書房、2009年12月
- 携帯電話 『iida 』待ち受け画像、au、2010年
- 日本橋ヨヲコ『少女ファイト (7) 特装版 』付録「少年ファイト」、講談社、 2010年7月
- MEANING『BRAVE NEW WORLD 』CDアートワーク、ピザ･オブ･デス･レコーズ、2010年10月
- チャリティーイラスト集『Smile/Yell 』密林社、2011年8月
- 『3・15卒業闘争 』表紙、平山瑞穂： 著、角川書店、2011年11月
- 『コンテンツビジネス最前線 ジャパコンTV 』レギュラー化告知ポスター、2012年3月
- 『電撃コミックジャパン  』表紙、アスキーメディアワークス、2012年4月号
- 『レジェンド： 伝説の闘士ジューン＆デイ 』表紙、マリー・ルー： 著、新潮文庫、2012年5月
- 『日本アパッチ族 』（ハルキ文庫）表紙、小松左京： 著、角川春樹事務所、2012年11月
- 『SF JACK 』表紙、日本SF作家クラブ： 編、新井素子ほか： 著、角川書店、2013年3月
- 『DVD&ブルーレイでーた 2014年1月号 』表紙（W表紙『武器よさらば』）、エンターブレイン、2013年12月
- 『季刊エスvol.47: 天使×悪魔 』飛鳥新社、2014年7月号
- 『THE 名探偵 』表紙、山前譲： 編、江戸川乱歩ほか： 著、有楽出版社、2014年8月
- 『THE 密室 』表紙、山前譲： 編、泡坂妻夫ほか： 著、有楽出版社、2014年8月
- 東京アニメアワードフェスティバル2015キーアート
- 『X-01［壱］』あさのあつこ： 著、講談社、2016年9月
- 『横浜駅SF 』柞刈湯葉： 著、KADOKAWA、2016年12月
- 『災神 』江島周： 著、KADOKAWA、2017年6月
- 『Burn.』(角川文庫) 加藤シゲアキ： 著、KADOKAWA、2017年7月
- 『横浜駅SF 全国版 』柞刈湯葉： 著、KADOKAWA、2017年8月
- 『x-01［弐］』あさのあつこ： 著、講談社、2017年9月
- 『腐食の惑星 』(角川文庫) 竹本健治： 著、KADOKAWA、2018年1月
- 『BLOOD ARM 』(角川文庫) 大倉崇裕： 著、KADOKAWA、2018年5月
- 『ONE PIECE magazine』Vol.5、「ONE PIECE novel LAW」第2話イメージイラスト、集英社、2019年1月
- 『ポーン・ロボット 』森川成美： 著、偕成社、2019年2月
- 『蘇る金狼 野望篇』(角川文庫) 大藪春彦： 著、KADOKAWA、2019年3月
- 『蘇る金狼 完結篇』(角川文庫) 大藪春彦： 著、KADOKAWA、2019年3月*『edge2 concept magic 』MUSEUM、2019年8月
- 『X-01［参］』あさのあつこ：著、講談社、2019年11月

### ゲーム
- 天外魔境3 (1994年) イメージボード（未発売）
- リンダキューブ (1995年) キャラクターデザイン・アニメーションパート絵コンテ・イラスト
- リンダキューブアゲイン (1997年) 同上
- リンダキューブ完全版 (1998年) 同上

### 書籍
- 『CANNABIS WORKS 』飛鳥新社、2003年
- 『CANNABIS WORKS 2 』復刊ドットコム、2016年
- 『田中達之　謎幻の機械 』、d/art、2018年　※展示会カタログ
- 『アニマンラスト アニメ・イラスト・漫画の作法 』復刊ドットコム、2019年

### 未分類
- 『オレンジ 』、コピー誌、1983年8月
- 『リンダキューブイラストレーションズ 』、新声社、1997年11月　※作品は画集に再録
- 『季刊 コミッカーズ vol.28：黒×白 』インタビュー、美術出版社、2001年春号
- ？？？： 『エラー： コミッカーズ・マンガコレクション vol.01 』美術出版社、2001年5月
- ペーパークラフト「田中達之の超立体視・覗き部屋『ULTRA BOX 』」、『季刊  エス vol.1： 鮮烈でいて、懐かしいものたち 』飛鳥新社、2003年冬号
- 「高橋真琴の着せ替え人形」衣装、『季刊 エス vol.3：おひめさま 』飛鳥新社、2003年夏号
- 「カラーリングテクニック 4」作例、『季刊 コミッカーズ vol.43： 色づかいの極意 』美術出版社、2005年1月号
- 『季刊 エス vol.12：魔都 』背景の描き方インタビュー、飛鳥新社、2005年10月号
- 『DIRECTOR'S MAGAZINE (NO.121) 』インタビュー、青幻舎、2008年10・11号
- 連載 「田中達之のフォトショップでアニメを作る」、『季刊 エス 』 vol.27 (2009年7月号) 〜　※「アニマンラスト」として書籍化
- 腕時計 『GANYMEDE 』デザイン、JHA&Co.、2011年
- パラパラ漫画 『st.BREAK FLIPBOOK No.2 』2011年8月

## 個展
- 「田中達之　謎幻の機械」
  - 2018年1月18日〜3月4日、台湾台北市「d/art taipei」にて。原画ほか展示、サイン会、トークショウ